# Acomys russatus
Acomys russatus (Голчаста миша золотиста; Wagner, 1840) — вид гризунів родини Мишеві (Muridae).

## Етимологія
Acomys назва походить від лат. aco, від грецького префікса грец. άκρο, загострений, схоже на грец. άκανθα — «шип», лат. russatus — «одягнений у червоний колір»

## Історія вивчення
Вперше вид був описаний Йоганом Вагнером в 1840 році на Синайському півострові. Пізніше вид описувався різними науковцями і отримав багато інших назв, які на сьогодні є його синонімами:
- A. affinis Gray, 1843
- A. aegyptiacus Bonhote, 1912
- A. lewisi Atallah, 1967
- A. harrisoni Atallah, 1970

## Поширення
Населяє Єгипет на схід від річки Ніл, південну та східну частини Синайського півострова, Йорданію та Ізраїль, Саудівську Аравію та північний Ємен, Оман.

## Опис
Статевого диморфізму нема. В середньому довжина голови й тіла: 110 мм, довжина хвоста: 75 мм, довжина задньої ступні: 20 мм, довжина вух: 20 мм, вага: 37—75 грам.
Свою назву вид отримав від червонувато-оранжевого колючого хутра, яке вкриває все тіло від голови до хвоста. Її хутро захищає тварину від хижаків і дає замаскуватись серед піщаних гір. Боки та нижня сторона тіла білуватого кольору, лапи сірі з чорною підошвою. Під очима містяться вкраплення білого кольору. Мешкає в норах в пустелі. Тварина всеїдна, живиться насінням, пустельними рослинами, слимаками та комахами. Потрібну їй воду вона отримує з рослин. Сеча у тварини дуже концентрована і містить мало води, що дає їй змогу зберігати воду в тілі. Веде в основному нічний спосіб життя, вдень виходить дуже рідко.

## Розмноження
Вагітність триває, як правило, 4-5 тижні. Зрілі матері зазвичай народжують більше малюків, народжується від 1 до 5 малюків. При народженні дитинчата добре розвинені, вагою до 7 г, можуть бачити при народженні або протягом кількох днів після народження, після 2-3 місяців молодь досягає статевої зрілості. Представники роду Acomys живуть в середньому 3 роки, але деякі екземпляри живуть до 5 років. Відтворення відбувається цілорічно при сприятливих умовах.

## Генетика
Acomys russatus має каріотип 2n=66, FN=76, чим суттєво відрізняється від Acomys percivali з 2n=36, FN=68.

## Галерея

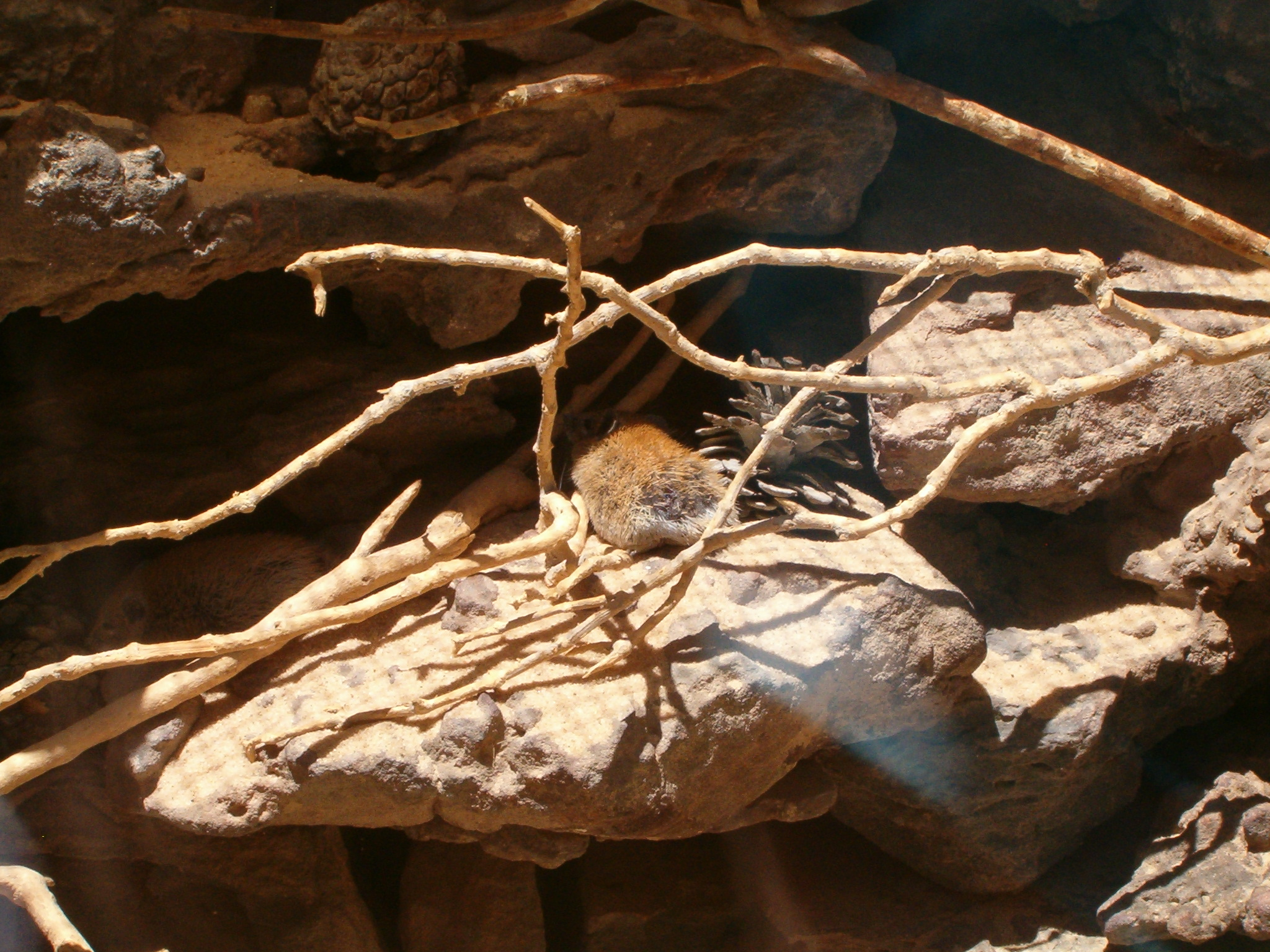
Acomys russatus біля свого житла
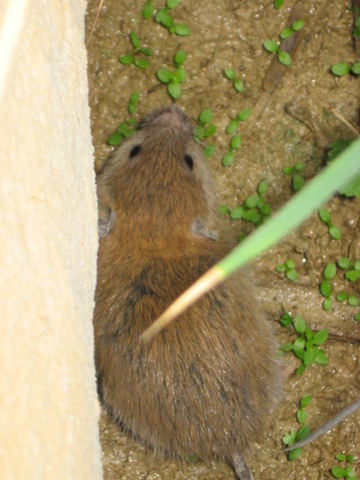
Вигляд зверху